# Campeonato Mundial de Ciclismo em Estrada de 1931
Os Campeonatos do mundo de ciclismo em estrada de 1931 celebrou-se na localidade dinamarquesa de Copenhaga a 26 de agosto de 1931.

## Resultados
| Event                     | Ouro                     | Ouro                         | Prata                       | Prata    | Bronze                  | Bronze   |
| ------------------------- | ------------------------ | ---------------------------- | --------------------------- | -------- | ----------------------- | -------- |
| Provas masculinas         |                          |                              |                             |          |                         |          |
| Homens - corrida em linha | Learco Guerra            | 4h 53' 43" Média 34,727 km/h | Ferdinand Le Drogo · França | + 4' 37" | Albert Büchi · Suíça    | + 4' 48" |
| Amador - corrida em linha | Henry Hansen · Dinamarca | 4h 50' 53"                   | Giuseppe Olmo               | + 6' 01" | Leo Nielsen · Dinamarca | + 6' 40" |